# Mauricio Pellegrino
Mauricio Pellegrino (Leones, 5 oktober 1971) is een Argentijns voetbaltrainer en voormalig voetballer.
Pellegrino begon zijn profloopbaan in 1991 bij Vélez Sársfield. In 1998 werd hij voor 1,8 miljoen euro gekocht door FC Barcelona. Zijn periode bij de Catalaanse club was geen succes en in 1999 vertrok Pellegrino naar Valencia. Daar groeide hij uit tot een vaste waarde. Pellegrino werd met Valencia in 2002 en 2004 landskampioen en speelde met de club in zowel in 2000 als 2001 de UEFA Champions League-finale, die beide werden verloren. In de finale van 2001 miste hij de beslissende strafschop, waardoor Valencia verloor. In 2004 werd wel de UEFA Cup gewonnen.
Na het vertrek van trainer Rafael Benítez in 2004, kwam Pellegrino onder diens opvolger Claudio Ranieri op de reservebank terecht. In januari 2005 vertrok hij daarom bij Valencia. Hij koos voor Liverpool, waar Benítez de trainer was. Pellegrino kon hem niet overtuigen en in de zomer vertrok hij. Hij keerde terug naar Spanje om bij Deportivo Alavés te gaan spelen. In 2006 stopte hij met voetballen. Als assistent was hij werkzaam bij Liverpool en Internazionale. In het seizoen 2012/13 werd Pellegrino hoofdtrainer van Valencia. Daar volgde hij  Unai Emery op, die na tegenvallende resultaten mocht vertrekken. Voor Pellegrino was dit zijn eerste baan als hoofdtrainer. Na vijf maanden werd hij echter al ontslagen. In april 2013 ging hij aan de slag bij Estudiantes.
Enkele weken na de promotie van Deportivo Alavés in het voorjaar van 2016 werd trainer José Bordalas ontslagen bij de Spaanse club. Die trok daarop Pellegrino aan. Onder zijn leiding eindigde Alavés in het seizoen 2016/17 op de negende plaats in La Liga en bereikte de club de Spaanse bekerfinale, waarin FC Barcelona te sterk was (1–3). Desondanks vertrok Pellegrino na een seizoen. Hij werd opgevolgd door zijn landgenoot Luis Zubeldia, die overkwam van de Colombiaanse club Independiente Medellin. In juni 2017 werd Pellegrino aangesteld als manager van Southampton, waar hij aantrad als opvolger van de weggestuurde Claude Puel. Hij tekende een contract voor drie seizoenen. Southampton beëindigde op 12 maart 2018 de samenwerking met Pellegrino. Onder zijn leiding wonnen The Saints in het seizoen 2017/18 vijf van de dertig wedstrijden. Southampton stond daardoor zeventiende en verkeerde in degradatiegevaar. Directe aanleiding voor zijn ontslag was een 3–0 nederlaag tegen Newcastle United, dat vooraf een punt meer had. Op 2 juni 2018 tekende de Argentijn bij het Spaanse Leganés een contract voor een seizoen. Hij eindigde op een veilige dertiende plek met de club en verlengde zijn contract. In zijn tweede seizoen ging het minder voorspoedig en de club stond in oktober 2019 op de laatste plek. Pellegrino en Leganés besloten daarom op 21 oktober 2019 de samenwerking te beëindigen.
Op 17 april 2020 keerde Pellegrino terug naar zijn geboorteland om hoofdtrainer te worden bij Vélez Sársfield, de club waar zijn spelerscarrière begon. Hij tekende een contract tot medio 2021 nadat zijn landgenoot Gabriel Heinze besloten had te stoppen als hoofdtrainer bij de club. In 2022 nam hij ontslag na een teleurstellende competitiestart.
In november 2022 werd Pellegrino aangesteld als trainer van Club Universidad de Chile. Na op de negende plaats geëindigd te zijn, vertrok hij.
In januari 2024 keerde Pellegrino terug in Spanje om Cádiz van degradatie te behoeden. Dit lukte niet en Pellegrino vertrok.

## Erelijst
Als speler
 Vélez Sarsfield
- CONMEBOL Libertadores: 1994
- Wereldbeker voor clubteams: 1994
- Supercopa Sudamericana: 1996
- Copa Interamericana: 1994
- CONMEBOL Recopa: 1997
- Primera División: 1993 Clausura, 1995 Apertura, 1996 Clausura, 1998 Clausura

 FC Barcelona
- Primera División: 1998/99

 Valencia
- UEFA Cup: 2003/04
- Primera División: 2001/02, 2003/04